# セルロース誘導体
セルロース誘導体（セルロースゆうどうたい、英語: cellulose derivative）は、セルロースの誘導体、すなわち、セルロース分子に含まれるヒドロキシ基に異なる置換基を導入した化合物の総称である。エーテル結合によるセルロースエーテル類と、エステル結合によるセルロースエステル類とに大別される。